# Karlie Kloss
Karlie Elizabeth Kloss (sinh ngày 3 tháng 8 năm 1992) là một người mẫu người Mỹ. Vogue Paris công nhận cô là một trong 30 người mẫu hàng đầu thập niên 2000. Cô nằm trong những người mẫu thuộc Victoria's Secret Angel từ năm 2013 đến 2015.

## Tuổi thơ
Karlie sinh ra tại Chicago, Illinois vào năm 1992 sau đó gia đình cô chuyển đến St. Louis, Missouri vào năm 1995. Cô bắt đầu theo học tại Học viện Balê của Caston vào năm 2002, cô nhanh chóng trở thành rất tài năng tại khiêu vũ.

## Sự nghiệp
Được phát hiện tại một show diễn trời trang tại St. Louis khi 13 tuổi, cô được một giáo viên trong trường khuyến khích theo nghiệp người mẫu. Trong năm 2007, Karlie đã ký hợp đồng với công ty người mẫu Elite sau đó chuyển sang công ty NEXT vào tháng 1 năm 2008. Cô được mọi người rất chú ý đến những bước đi của mình trên sàn catwalk
Cô xuất hiện trong các quảng cáo của Donna Karan, Nina Ricci, Chloe, Lacoste, Sportmax, Alexander McQueen, Yves Saint Laurent, Dolce & Gabbana, Gap, Bergdorf Goodman, Pringle of Scotland, Dior, Hermes, Oscar de la Renta, Sonia Rykiel, Aquascutum, Topshop, Eryn Brinie, Uniqlo, Omnia Jade, Lord & Taylor, Barneys New York, và American Eagle. Karlie là gương mặt quảng cáo cho nước hoa Lola của Marc Jacobs. Cô đã tham gia trình diễn cho nhiều nhãn hiệu khác nhau tại Paris, London, Milan và New York bao gồm Shiatzy Chen,
Calvin Klein, Karl Lagerfeld, Marc Jacobs, Zac Posen, Givenchy, Gucci, Valentino, Louis Vuitton và Versace, Kloss thường xuyên được mời phỏng vấn trên các tạp chí W, Elle Mỹ, Úc, Ý, Pháp, Anh, Hàn Quốc, Đức, Trung Quốc, Thổ Nhĩ Kỳ, Bồ Đào Nha, Vogue Teen và tạp chí Vogue.
Cô xuất hiện trên trang bìa của Vogue tháng 10 năm 2009 và tháng 1 năm 2010, ngoài ra cô cũng tham gia chụp hình cho Vogue Thổ Nhĩ Kỳ, Vogue Bồ Đào Nha, Vogue Trung Quốc vào tháng Hai, tháng Tám trong năm 2010, Vogue Hàn Quốc và Teen Vogue, cùng với Chanel Iman và Ali Michael vào tháng 2 năm 2008 và Tháng 5 năm 2010. Cô ấy đã dũng cảm đi vào con đường truyền hình khi tham gia vào bộ phim Gossip Girl. Cô được nhà thiết kế của Dior là John Galliano rất yêu thích, Karlie liên tục tham gia và là người mở đầu show diễn cho các show của Dior, John Galliano và tham gia vào tuần lễ thời trang Haute Couture, xuất hiện liên tục trong các bộ sưu tập resort của Dior. Trong tuần lễ thời trang Xuân Hè 2011 cô là người mở đầu cho 10 show diễn và là người kết thúc show cho 8 nhãn hiệu, điều này đã làm cho cô chiếm vị trí thứ nhất trong top 10 first face, trong tuần lễ thời trang thu đông 2010 - 2011 cô đứng xếp thứ 4 trong top 10 first face do Fashion TV bình chọn, chỉ sau Freja Beha, Abbey Lee và Monika "Jac" Jagaciak. Năm 2011 cô xếp vị trí thứ 4 trong bảng xếp hạng 50 người mẫu do trang web Models.com bình chọn. Tháng 9 năm 2012, cô tiếp tục tiến lên vị trí thứ 2 trong bảng xếp hạng nói trên, Karlie xuất hiện trong top 30 người mẫu do Vogue Paris bình chọn. Dù mới chỉ 18 tuổi nhưng cô đã đạt được rất nhiều thành công trong sự nghiệp người mẫu của mình.
Cô bắt đầu trở thành người mẫu cho Victoria secret từ năm 2011 và chính thức trở thành Thiên Thần của hãng từ năm 2013.Sau show diễn nội y của năm 2014 cô chính thức kết thúc hợp đồng với hãng Nội y Lớn nhất hành tinh này để phục vụ cho việc học tập.

## Cuộc sống cá nhân
Cô chia sẻ sở thích của mình là làm bánh, đi xe đạp và múa balê, ngoài ra tranh đấu về chính trị cho nữ quyền. Karlie có rất nhiều bạn bè trong giới người mẫu, phải kể đến như Coco Rocha, Ali Stephens, Adrian Jimenez, Chanel Iman, Toni Garrn, Abbey Lee, Irina Kulikova, Frida Gustavsson, Patricia van der Vliet và Jourdan Dunn,Cara Delevingne,Gigi Hadid.
Từ năm 2013 cô được biết đến với việc là một trong những bạn thân thiết nhất của Công chúa nhạc đồng quê Taylor Swift.
18/10/2018 Karlie kết hôn với Joshua Kushner sau 6 năm hẹn hò, em trai của Jared Kushner, con rể của tổng thống Donald Trump.